# 7 مارس
- السبت
- الأحد
- الاثنين
- الثلاثاء
- الأربعاء
- الخميس
- الجمعة

- 11 رمضان 1446  هـ
- 22 رمضان 1446  هـ
- 33 رمضان 1446  هـ
- 44 رمضان 1446  هـ
- 55 رمضان 1446  هـ
- 66 رمضان 1446  هـ
- 77 رمضان 1446  هـ
- 88 رمضان 1446  هـ
- 99 رمضان 1446  هـ
- 1010 رمضان 1446  هـ
- 1111 رمضان 1446  هـ
- 1212 رمضان 1446  هـ
- 1313 رمضان 1446  هـ
- 1414 رمضان 1446  هـ
- 1515 رمضان 1446  هـ
- 1616 رمضان 1446  هـ
- 1717 رمضان 1446  هـ
- 1818 رمضان 1446  هـ
- 1919 رمضان 1446  هـ
- 2020 رمضان 1446  هـ
- 2121 رمضان 1446  هـ
- 2222 رمضان 1446  هـ
- 2323 رمضان 1446  هـ
- 2424 رمضان 1446  هـ
- 2525 رمضان 1446  هـ
- 2626 رمضان 1446  هـ
- 2727 رمضان 1446  هـ
- 2828 رمضان 1446  هـ
- 2929 رمضان 1446  هـ
- 301 شوال 1446  هـ
- 312 شوال 1446  هـ
- 13 شوال 1446  هـ
- 24 شوال 1446  هـ
- 35 شوال 1446  هـ
- 46 شوال 1446  هـ

7 مارس أو 7 آذار أو يوم 7 \ 3 (اليوم السابع من الشهر الثالث) هو اليوم السادس والستون (66) من السنة البسيطة، أو اليوم السابع والستون (67) من السنوات الكبيسة وفقًا للتقويم الميلادي الغربي (الغريغوري). يبقى بعده 299 يوما لانتهاء السنة.

## أحداث
- 161 - وفاة الإمبراطور أنطونيوس بيوس وتولي ابناه بالتبني ماركوس أوريليوس ولوسيوس فيرسوس الحكم.
- 238 - الرومان يقومون بثورة في أفريكا ضد حكم ماكسيمينوس ثراكس وينتخبون جورديان الأول حاكما لهم.
- 1849 - حل البرلمان النمساوي.
- 1862 - الحرب الأهلية الأمريكية: جيش الاتحاد يهزم جيش الكونفدراليين في موقعة بيا ريدج في أركنساس.
- 1876 - ألكسندر غراهام بيل يحصل على براءة اختراع على اختراعه الهاتف.
- 1886 - إنشاء مدينة لابريا في ولاية الأمازون بالبرازيل لتصبح اليوم مقاطعة لابريا.
- 1902 - حرب البوير الثانية: في معركة تويبوتش قام قائد بوير كوس دي لا ري بإلحاق البريطانيين أكبر هزيمة منذ بداية الحرب.
- 1912 - أعلن روال أموندسن أنه استطاع الوصول إلى أبعد نقطة في القطب الجنوبي في 14 ديسمبر 1911.
- 1942 - القوات البريطانية تحتل إثيوبيا وذلك أثناء الحرب العالمية الثانية.
- 1945 - قوات الحلفاء تعبر نهر الراين، والقوات الأمريكية تدخل ألمانيا وذلك في الحرب العالمية الثانية.
- 1945 - الحرب العالمية الثانية: القوات الأمريكية تستولي على جسر لوديندورف على نهر راين.
- 1950 - الحرب الباردة: الاتحاد السوفيتي ينكر أن كلاوس فوخس جاسوسٌ له.
- 1951 - الحرب الكورية: قوات الأمم المتحدة بقيادة فريق أول ماثيو ريدجواي تتعدى على قوات صينية.
- 1962 - افتتاح أول جلسة من جلسات مفاوضات إيفيان التي أدت إلى استقلال الجزائر.
- 1968 - حرب فيتنام: الولايات المتحدة وجيش جنوب فيتنام يبدؤون عملية ترونغ كونغ دينه من أجل إخراج قوات فيت كونغ من مدينة مي ثو.
- 1975 - تأسيس جمعية أم القرى الخيرية النسائية في مكة.
- 1979 - الرئيس الأمريكي جيمي كارتر يقوم بأول زيارة لرئيس أمريكي إلى مصر.
- 1989 - إيران تقطع علاقتها الدبلوماسية مع المملكة المتحدة بسبب سلمان رشدي وروايته المثيرة للجدل.
- 1994 - حقوق التأليف والنشر: المحكمة العليا للولايات المتحدة تسمح باستخدام محدود من المواد محفوظة حقوق التأليف والنشر دون اشتراط إذن من أصحاب الحقوق.
- 1996 - انتخاب أول برلمان فلسطيني على أراضي الضفة الغربية وقطاع غزة.
- 2007 - مجلس العموم البريطاني يصوت على الموافقة على أن يعين مجلس اللوردات بالانتخاب 100%.
- 2009 - تصميم التلسكوب الفضائي كبلر من أجل استكشاف كوكب أرضي آخر يستطيع البشر العيش فيه.
- 2010 - العراقيون يدلون بأصواتهم في الانتخابات البرلمانية الثانية بعد سقوط نظام صدام حسين.
- 2011 - وزارة الداخلية التونسية تصدر قراراً يلغي إدارة أمن الدولة التي كانت تضم البوليس السياسي المتهم باعتقالات وعمليات تعذيب في عهد نظام الرئيس زين العابدين بن علي.
- 2015 - الرئيس اليمني عبد ربه منصور هادي يعلن عدن عاصمة مؤقتة لليمن بدلاً من صنعاء الواقعة تحت سيطرة الحوثيين.
- 2016 - هجوم لعناصر من تنظيم الدولة الإسلامية يستهدف مدينة بنقردان التونسية.
- 2017 - ويكيليكس تنشر سلسلة وثائق ومُستندات تحت عنوان «ڤولت 7» تنُص على تجسس وكالة المُخابرات المركزيَّة الأمريكيَّة على الهواتف والتلفازات الذكيَّة وبعض مُتصفحات شبكة الإنترنت باستخدام أنظمة تشغيلها.
- 2021 - سلسلة انفجارات في موقع عسكري في باتا بغينيا الاستوائية تسفر عن وقوع ما لا يقل عن 105 قتلى وأكثر من 600 جريحًا.

## مواليد
- 189 - غيتا، الإمبراطور الروماني الثالث والعشرين.
- 1671 - روبيرت روي ماكغريغور، خارج عن القانون اسكتلندي.
- 1678 - فيليبو يوفارا، معماري إيطالي.
- 1765 - نسيفور نيبس، عالم فيزياء فرنسي.
- 1785 - ألساندرو مانزوني، شاعر إيطالي.
- 1792 - جون هيرشل، عالم رياضيات وفلكي إنجليزي.
- 1857 - يوليوس فاغنر فون يورغ، طبيب نمساوي حاصل على جائزة نوبل في الطب عام 1927.
- 1872 - بيت موندريان، رسام هولندي.
- 1904 - راينهارد هايدريش، قائد الأمن العام للرايخ الثالث.
- 1915 - جاك شابان دلماس، رئيس وزراء فرنسا.
- 1917 - كوكا، ممثلة مصرية.
- 1921 - أحمد لوكسر، ممثل مصري.
- 1929 - رجا سمرين، شاعر وأستاذ جامعي أردني - فلسطيني.
- 1934 - إكريم بورا، ممثل تركي.
- 1936 - جورج بيريك، روائي فرنسي.
- 1938 - ديفيد بلتيمور، عالم بيولوجيا أمريكي حاصل على جائزة نوبل في الطب عام 1975.
- 1939 - دانيال غيرار، مغني وملحن فرنسي.
- 1940 - رودي دوتشكه، قائد طلابي ألماني.
- 1943 - السيد سعيد، قارئ قرآن مصري.
- 1955 - الأمير الوليد بن طلال، رجل أعمال سعودي وأحد أفراد الأسرة الملكية في السعودية.
- 1956 - براين كرانستون، ممثل أمريكي.
- 1960 - إيفان ليندل، لاعب كرة مضرب أمريكي.
- 1962 - تايلور داين، مغنية أمريكية.
- 1964 - واندا سايكس، ممثلة أمريكية.
- 1967 - محسن الرملي، كاتب عراقي.
- 1970 - ريتشل وايز، ممثلة إنجليزية.
- 1971 - بيتر سارسجارد، ممثل أمريكي.
- 1975 - حنان ترك، ممثلة مصرية.
- 1977 - جانلوكا غرافا، لاعب كرة قدم إيطالي.
- 1978 - أرماندو وولي، سياسي أمريكي.
- 1981 - شذى سبت، ممثلة بحرينية.
- 1983 - مانوتشو غونكالفز، لاعب كرة قدم أنغولي.
- 1984 - ماتيو فلاميني، لاعب كرة قدم فرنسي.
- 1985 - عبد العزيز الحشاش، كاتب كويتي.
- 1987 - حاتم بن عرفة، لاعب كرة قدم فرنسي.
- 1988 - إيمان الحسيني، ممثلة بحرينية.
- 1992 - فانيسا بونس، عارضة أزياء مكسيكية، وملكة جمال العالم 2018.

## وفيات
- 322 ق.م - أرسطو، فيلسوف إغريقي.
- 161 - أنطونيوس بيوس، الإمبراطور الروماني الخامس عشر.
- 1274 - توما الأكويني، فيلسوف إيطالي.
- 1897 - جمال الدين الأفغاني، داعية ومفكر إسلامي.
- 1932 - أريستيد بريان، رئيس وزراء فرنسا حاصل على جائزة نوبل للسلام عام 1926.
- 1952 - برمهنسا يوغانندا، معلم هندي.
- 1954 - أوتو ديلس، عالم كيمياء ألماني حاصل على جائزة نوبل في الكيمياء عام 1950.
- 1959 - إيتشيرو هاتوياما، رئيس وزراء اليابان.
- 1995 - نجيب الكيلاني، أديب مصري.
- 1997 -
  - فاروق إبراهيم، لاعب كرة قدم كويتي.
  - إدوارد بورسيل، عالم فيزياء أمريكي حاصل على جائزة نوبل في الفيزياء عام 1952.
- 1998 - آدم يشاري، جنرال في قوات جيش تحرير كوسوفو.
- 1999 - ستانلي كوبريك، مخرج أفلام أمريكي.
- 2006 -
  - حمدي غيث، ممثل مصري.
  - علي فاركا توري، موسيقي مالي.
  - جوردون باركس، فوتوغرافي أمريكي.
- 2012 - فلودزميزيرز سمولاريك، لاعب كرة قدم بولندي.
- 2021 - حسان عباس، كاتب وأستاذ جامعي سوري.
- 2022 - محمد رفيق طرار، رئيس باكستان.

## أعياد ومناسبات
- يوم المعلم في ألبانيا.
- يوم الصمت في بالي.

## وصلات خارجية
- وكالة الأنباء القطريَّة: حدث في مثل هذا اليوم.
- النيويورك تايمز: حدث في مثل هذا اليوم.
- BBC: حدث في مثل هذا اليوم.